# Sandro Scascitelli
Sandro Scascitelli (Anagni, 6 agosto 1947) è un fumettista e illustratore italiano.
Dopo aver frequentato l'Istituto statale d'arte e, a Roma, l'Istituto di Stato per la Cinematografia e Televisione, ha iniziato ad operare nel campo del cartone animato collaborando, come animatore, a opere televisive e cinematografiche.
Nel 1974 inizia a disegnare fumetti per il Cartoonstudio di Roma (Intrepido, Albo dell'Intrepido, Lanciostory, Skorpio) e dal 1976 al 1978 partecipa, con Vittorio Cossio alla realizzazione a fumetti della Storia di Roma e delle antiche civiltà mediterranee. Dal 1979 al 1987 disegna racconti per le testate Lanciostory e Skorpio; nel 1986 completa, testi e disegni, il volume Veggio in Alagna... che descrive il famoso episodio dell'oltraggio a papa Bonifacio VIII.
Dal 1988 per la Comic Art realizza, testi e disegni, la serie Briganti, pubblicata sulla prestigiosa rivista L'Eternauta.
Per la Arnoldo Mondadori Editore-De Agostini ha disegnato, nella serie ideata da Luciano De Crescenzo, due episodi dei Grandi miti greci (Apollo e Dafne e Il cavallo di Troia).
Con le Edizioni Iter ha realizzato diverse pubblicazioni tra cui Briganti, il brigantaggio nel primo ottocento in Ciociaria.
Numerose le sue opere come illustratore e più di recente anche incisore. Dal 2011 lavora per la Sergio Bonelli Editore nella serie Tex.